# Associazione Calcio Perugia 1993-1994
Questa voce raccoglie le informazioni riguardanti l'Associazione Calcio Perugia nelle competizioni ufficiali della stagione 1993-1994.

## Rosa
| N. |                   | Ruolo | Calciatore           |
| -- | ----------------- | ----- | -------------------- |
|    | Italia (bandiera) | A     | Leonardo Aiello      |
|    | Italia (bandiera) | C     | Valentino Angeloni   |
|    | Italia (bandiera) | D     | Gianluca Atzori      |
|    | Italia (bandiera) | D     | Massimo Beghetto     |
|    | Italia (bandiera) | P     | Simone Braglia       |
|    | Italia (bandiera) | C     | Giuseppe Brescia     |
|    | Italia (bandiera) | D     | Andrea Camplone      |
|    | Italia (bandiera) | D     | Marcello Castellini  |
|    | Italia (bandiera) | A     | Giovanni Cornacchini |
|    | Italia (bandiera) |       | Giuseppe Delle Donne |
|    | Italia (bandiera) | C     | Andrea Di Salvatore  |
|    | Italia (bandiera) | D     | Walter Dondoni       |
|    | Italia (bandiera) | C     | David Fiorentini     |

| N. |                   | Ruolo | Calciatore          |
| -- | ----------------- | ----- | ------------------- |
|    | Italia (bandiera) | A     | Francesco Fiori     |
|    | Italia (bandiera) | C     | Michele Gelsi       |
|    | Italia (bandiera) | C     | Federico Giunti     |
|    | Italia (bandiera) | A     | Cristiano Lucarelli |
|    | Italia (bandiera) | A     | Omar Martinetti     |
|    | Italia (bandiera) | C     | Vincenzo Mazzeo     |
|    | Italia (bandiera) | C     | Gianni Migliorini   |
|    | Italia (bandiera) | A     | Rocco Pagano        |
|    | Italia (bandiera) | D     | Lamberto Piovanelli |
|    | Italia (bandiera) | C     | Fabio Ranieri       |
|    | Italia (bandiera) | D     | Valiant Rosati      |
|    | Italia (bandiera) | A     | Roberto Savi        |
|    | Italia (bandiera) | P     | Salvatore Soviero   |

## Risultati

### Campionato

#### Girone di andata
| 12 settembre 1993 1ª giornata | Siena | 0 – 1 | Perugia |  |

| 19 settembre 1993 2ª giornata | Perugia | 2 – 0 | Lodigiani |  |

| 26 settembre 1993 3ª giornata | Nola | 0 – 1 | Perugia |  |

| 3 ottobre 1993 4ª giornata | Perugia | 1 – 1 | Casarano |  |

| 10 ottobre 1993 5ª giornata | Barletta | 1 – 1 | Perugia |  |

| 17 ottobre 1993 6ª giornata | Perugia | 3 – 0 | Sambenedettese |  |

| 24 ottobre 1993 7ª giornata | Perugia | 1 – 1 | Ischia Isolaverde |  |

| 31 ottobre 1993 8ª giornata | Reggina | 1 – 1 | Perugia |  |

| 7 novembre 1993 9ª giornata | Perugia | 1 – 0 | Siracusa |  |

| 14 novembre 1993 10ª giornata | Potenza | 0 – 1 | Perugia |  |

| 21 novembre 1993 11ª giornata | Leonzio | 0 – 0 | Perugia |  |

| 28 novembre 1993 12ª giornata | Perugia | 2 – 1 | Juventus Stabia |  |

| 5 dicembre 1993 13ª giornata | Avellino | 2 – 3 | Perugia |  |

| 12 dicembre 1993 14ª giornata | Perugia | 1 – 0 | Matera |  |

| 19 dicembre 1993 15ª giornata | Giarre | 1 – 2 | Perugia |  |

| 24 dicembre 1993 16ª giornata | Perugia | 3 – 0 | Salernitana |  |

| 16 gennaio 1994 17ª giornata | Chieti | 0 – 2 | Perugia |  |

#### Girone di ritorno
| 23 gennaio 1994 18ª giornata | Perugia | 2 – 1 | Siena |  |

| 30 gennaio 1994 19ª giornata | Lodigiani | 2 – 0 | Perugia |  |

| 6 febbraio 1994 20ª giornata | Perugia | 2 – 0 | Nola |  |

| 13 febbraio 1994 21ª giornata | Casarano | 0 – 1 | Perugia |  |

| 20 febbraio 1994 22ª giornata | Perugia | 1 – 0 | Barletta |  |

| 6 marzo 1994 23ª giornata | Sambenedettese | 1 – 1 | Perugia |  |

| 13 marzo 1994 24ª giornata | Ischia Isolaverde | 0 – 0 | Perugia |  |

| 20 marzo 1994 25ª giornata | Perugia | 2 – 0 | Reggina |  |

| 27 marzo 1994 26ª giornata | Siracusa | 0 – 0 | Perugia |  |

| 10 aprile 1994 27ª giornata | Perugia | 3 – 0 | Invicta Potenza |  |

| 17 aprile 1994 28ª giornata | Perugia | 4 – 0 | Leonzio |  |

| 24 aprile 1994 29ª giornata | Juventus Stabia | 2 – 1 | Perugia |  |

| 1º maggio 1994 30ª giornata | Perugia | 0 – 2 | Avellino |  |

| 8 maggio 1994 31ª giornata | Matera | 0 – 0 | Perugia |  |

| 15 maggio 1994 32ª giornata | Perugia | 2 – 0 | Giarre |  |

| 22 maggio 1994 33ª giornata | Salernitana | 0 – 0 | Perugia |  |

| 29 maggio 1994 34ª giornata | Perugia | 1 – 1 | Chieti |  |